# Wietrzychowice (Cujavie-Poméranie)
Pour les articles homonymes, voir Wietrzychowice.

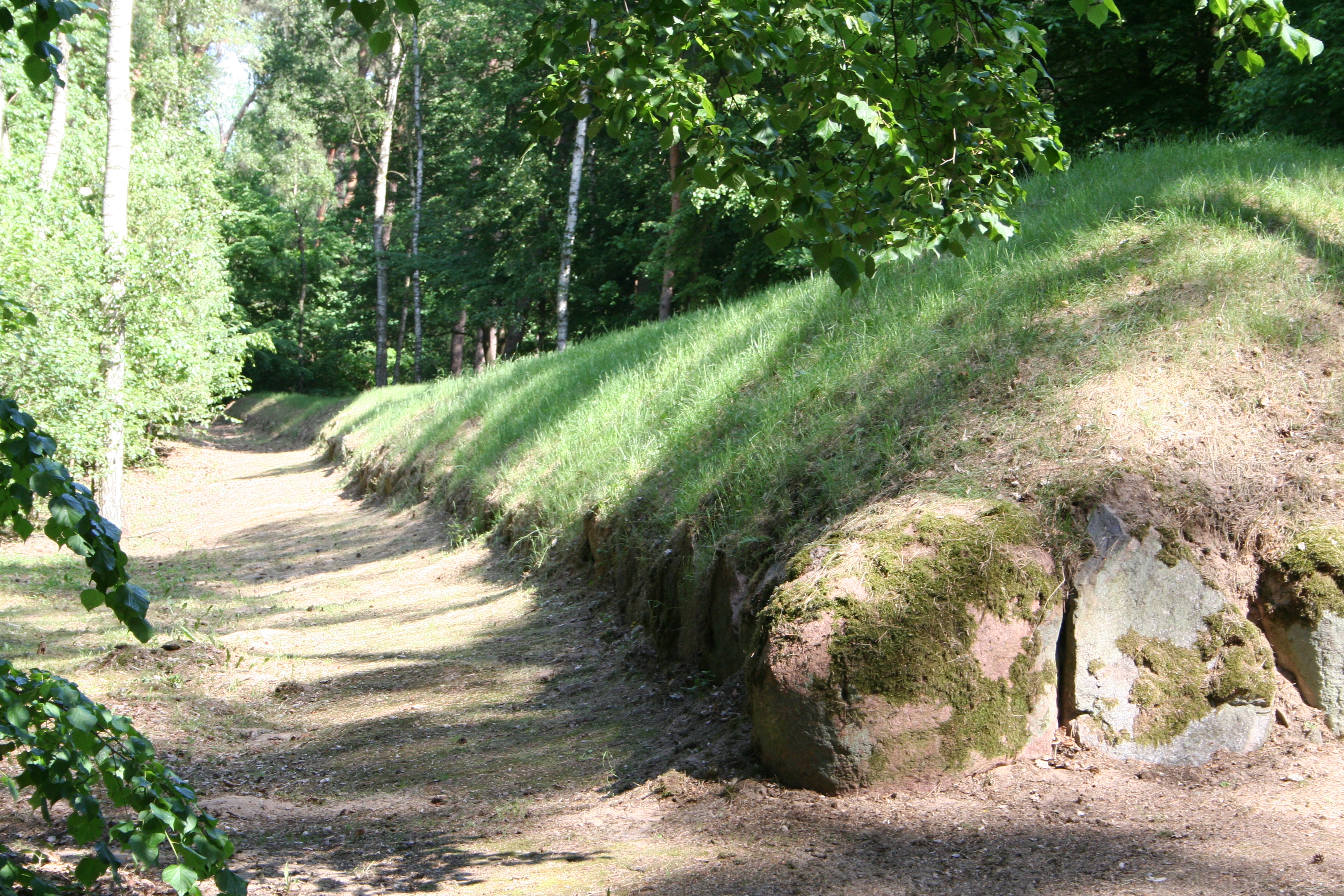
Tombe n° 2 dans la réserve archéologique

Wietrzychowice est un village en Pologne situé dans la voïvodie de Couïavie-Poméranie, dans le district de Włocławek, dans la gmina Izbica Kujawska.  
Dans les années 1919-1975, le village appartenait à la voïvodie de Poznań et dans les années 1975-1998 à la voïvodie de Włocławek. Selon le recensement national (III 2011), il comptait 157 habitants. C'est le treizième plus grand village de la gmina Izbica Kujawska.          

## Parc archéologique
Dans la forêt, il y a un parc archéologique avec des tombes mégalithiques. Elles ont été construites par les tribus de bergers et d'agriculteurs qui y vivaient il y a 5500 ans. Les tombeaux qui s'y trouvent, en raison de leur taille, sont appelés les pyramides polonaises ou les monticules de Cujavie.    
À l'intérieur de ces tribus développées, s'était créé un système de croyances religieuses, dont le signe était la coutume d'ériger de massives constructions de pierre et de terre. Ces énormes terre-pleins, en forme de triangle allongé, atteignant souvent 150 m de long, étaient recouverts de rochers et des grosses pierres, dont le poids dans la partie supérieure atteignait 7 à 10 tonnes ; à mesure que la tombe se rétrécissait, les pierres devenaient plus petites. Grâce à cela, elles ne s'affaissent pas, et les terre-pleins ont pu survivre presque sans changement pendant des milliers d'années. Dans les parties frontales des constructions, il y a des ruptures dans la couverture de pierre. Il s'y trouvait probablement, selon les archéologues, les entrées des chambres en bois qui avaient servi de lieux de sépulture.   
En moyenne, environ 150 m3 de pierres et environ 1 000 m3 de terre ont été utilisés pour ériger un tombeau. Le transport du matériau pour la construction, en raison de la taille et du poids significatif des blocs de pierre, a probablement été effectué à l'aide de bœufs. Dans ces tombeaux seuls des hommes ont été enterrés, qui selon Oskar Kolberg étaient appelés en polonais żalki. Les recherches ont indiqué qu'il s'agissait d'enterrements individuels, bien qu'il y ait des cas où deux hommes ont été enterrés en même temps. Les morts étaient couchés sur le dos et leurs têtes étaient dirigées vers le front de la tombe. 
L'équipement funéraire était généralement modeste et limité le plus souvent à un seul outil en silex, une partie d'un récipient ou du calcaire, ce qui indique son caractère symbolique. Une manifestation d'inquiétude pour le sort du défunt et un hommage qui lui est rendu par ses plus proches était, après tout, la pyramide elle-même, et l'énormité du travail pour construire un puissant tombeau terrestre selon la coutume prédominante de l'enterrement.  
Ces tombeaux et leurs parties intérieures faites de grosses pierres sont considérés comme des tombes dites mégalithiques en raison de la manière dont ils ont été construits. Ils datent de la période néolithique et sont les plus anciennes pierres tombales de la Pologne, associés à la culture des vases à entonnoir (déclin du IVe et début du IIIe millénaire av. J.-C.). Quant à la période de la construction, elle précède la construction des pyramides égyptiennes. Les tombeaux étaient, selon les recherches des archéologues, des lieux de sépulture pour les chefs, les dirigeants locaux, les prêtres ou les anciens de la tribu. Au sommet des tombeaux se trouvent les restes des cimetières funéraires plus tardifs et des cérémonies ultérieures en l'honneur des défunts. Ils ont probablement été aussi le lieu de rituels cultuels auxquels participait toute la communauté.